# Élections législatives groenlandaises de 1983
Les élections législatives groenlandaises de 1983 se sont déroulées le 12 avril 1983.
Les 26 sièges du Parlement (cinq de plus par rapport aux élections précédentes) se répartissent à égalité entre le parti social-démocrate indépendantiste Siumut et le parti libéral unioniste Atassut, qui en obtiennent chacun 12. Les deux restants sont remportés par Inuit Ataqatigiit, un autre parti social-démocrate indépendantiste. Jonathan Motzfeldt reste Premier ministre.

## Système électoral
L'Inatsisartut est le parlement monocaméral du Groenland, pays constitutif du royaume de Danemark. Il est composé de 26 sièges pourvus pour quatre ans au scrutin proportionnel plurinominal de liste dans huit circonscriptions électorales plurinominales. Après décompte des voix, les sièges sont répartis selon la méthode d'Hondt, sans seuil électoral.

## Résultats
|                        |                        |        |       |      |        |     |  |  |  |  |  |  |  |  |
| Parti                  | Parti                  | Voix   | %     | +/-  | Sièges | +/- |  |  |  |  |  |  |  |  |
|                        | Atassut (A)            | 11 443 | 46,64 | 4,95 | 12     | 4   |  |  |  |  |  |  |  |  |
|                        | Siumut (S)             | 10 371 | 42,27 | 3,85 | 12     | 1   |  |  |  |  |  |  |  |  |
|                        | Inuit Ataqatigiit (IA) | 2 612  | 10,65 | 6,24 | 2      | 2   |  |  |  |  |  |  |  |  |
|                        | Indépendants           | 111    | 0,45  | -    | 0      | -   |  |  |  |  |  |  |  |  |
|                        |                        |        |       |      |        |     |  |  |  |  |  |  |  |  |
| Suffrages exprimés     | Suffrages exprimés     | 24 537 | 97,35 |      |        |     |  |  |  |  |  |  |  |  |
| Votes blancs et nuls   | Votes blancs et nuls   | 667    | 2,65  |      |        |     |  |  |  |  |  |  |  |  |
| Total                  | Total                  | 25 204 | 100   | -    | 26     | 5   |  |  |  |  |  |  |  |  |
| Abstention             | Abstention             | 8 731  | 25,77 |      |        |     |  |  |  |  |  |  |  |  |
| Inscrits/Participation | Inscrits/Participation | 33 953 | 74,23 |      |        |     |  |  |  |  |  |  |  |  |